# Chutschni
Chutschni (russisch und tabassaranisch Хучни) ist ein Dorf (selo) in der Republik Dagestan in Russland mit 3232 Einwohnern (Stand 14. Oktober 2010).

## Geographie
Der Ort liegt etwa 120 Kilometer Luftlinie südsüdöstlich der Republikhauptstadt Machatschkala im östlichen Randgebiet des Großen Kaukasus. Er befindet sich am linken Ufer des Rubas, eines Zuflusses des gut 30 Kilometer entfernten Kaspischen Meeres.
Chutschni ist Verwaltungszentrum des Rajons Tabassaranski sowie Sitz der Landgemeinde (selskoje posselenije) Chutschninski selsowet, zu der außerdem die Dörfer Akka (3 Kilometer südwestlich), Jagdyg (3 Kilometer nordöstlich) und Zurtil (4 Kilometer südlich) gehören. Der Ort ist fast ausschließlich von Tabassaranen bewohnt.

## Geschichte
Das seit dem Mittelalter bekannte Dorf im Zentrum des Siedlungsgebietes der Tabassaranen war Hauptort verschiedener tabassaranischer Staatsgebilde, die zeitweise de facto unabhängig, zeitweise von benachbarten Fürstentümern oder etwa dem Persischen Reich (im 15. bis 16. Jahrhundert) abhängig waren. Nach dem Anschluss des Gebietes an das Russische Reich 1813 und der Bildung der Oblast Dagestan 1861 kam Chutschni zu deren Kaitakisch-tabassaranischem Okrug (Kaitago-Tabassaranski okrug mit Sitz in Madschalis).
In der 1921 gegründeten Dagestanischen ASSR wurde es Sitz des Ober-Tabassaranischen Abschnitts (Werchne-Tabassaranski utschastok). Im Rahmen einer administrativen Umgestaltung wurde am 22. November 1928 ein großer Teil des tabassaranischen Siedlungsgebietes aus mehreren Okrugs beziehungsweise Abschnitten in einen Tabassaranischen Kanton, ab 3. Juni 1929 Rajon genannt, zusammengefasst. Dessen Verwaltungssitz befand sich zunächst im 12 Kilometer südsüdöstlich gelegenen Dorf Kujarik (nach Aufgabe in den 1970er-Jahren nicht mehr existent) und ab 1931 in Burgankent (11 Kilometer südöstlich), bevor er 1935 nach Chutschni verlegt wurde.

### Bevölkerungsentwicklung
| Jahr | Einwohner |
| ---- | --------- |
| 1939 | 786       |
| 1959 | 1523      |
| 1970 | 1804      |
| 1979 | 2570      |
| 1989 | 3991      |
| 2002 | 3397      |
| 2010 | 3232      |

Anmerkung: Volkszählungsdaten

## Verkehr
Chutschni liegt an der Regionalstraße 82K-018, die wenig südlich von Derbent von der föderalen Fernstraße R217 Kawkas (ehemals M29, Teil der Europastraße 119) abzweigt und weiter in das südlich benachbarte Rajonzentrum Chiw führt, wo Anschluss an die 82K-009 besteht. Von Chutschni nach Norden verläuft die 82K-020 nach Mamedkala, wo sie ebenfalls an die R217 anschließt. Dort befindet sich knapp 30 Kilometer entfernt auch die nächstgelegene Bahnstation an der Strecke Rostow am Don – Machatschkala – Baku.